# Ľuboš Micheľ

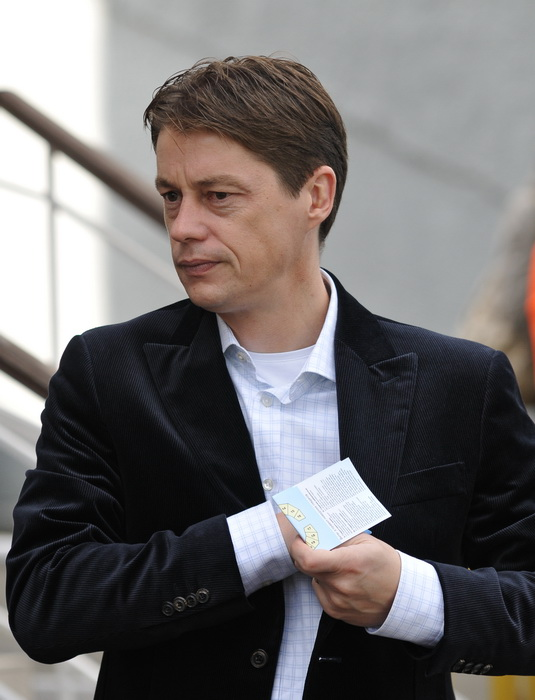
Ľuboš Micheľ (2009)

Ľuboš Micheľ (Stropkov, 16 mei 1968) is een voormalig voetbalscheidsrechter uit Slowakije, die actief was op mondiaal niveau.
Micheľ floot van 2001 tot 2008 op internationaal niveau in dienst van de FIFA en de UEFA. Hij floot onder andere wedstrijden in de UEFA Cup, UEFA Champions League, Confederations Cup, de Olympische Zomerspelen 2000, het WK van 2002, het EK van 2004, het WK van 2006, het EK van 2008 en EK- en WK-kwalificatiewedstrijden.
Micheľ floot in 2008 de Champions League finale tussen Manchester United en Chelsea. Ook floot hij de kwartfinale van de Champions League van 2007/2008, Manchester United-AS Roma, die door Manchester United met 7-1 werd gewonnen.
Op 23 oktober 2008 maakte de Slowaakse voetbalbond bekend dat Micheľ met onmiddellijke ingang is gestopt als scheidsrechter.
Als reden worden fysieke en persoonlijke omstandigheden aangevoerd. Enkele weken voor dit besluit werd Micheľ geopereerd aan een achillespeesblessure.